# Gahrymanberdi Tjongkajev
Gahrymanberdi Tjongkajev (turkmeniska: Gahrymanberdi Çoňkaýew) född 19 oktober 1983, är en turkmenisk professionell fotbollsspelare som för närvarande spelar för turkmeniska FK Balkan. Tjongkajev har hittills spelat för flera Asjchabad-baserade klubbar som HTTU Aşgabat och Asudalyk Aşgabat. Innan han började spela för Altyn Asyr i Ýokary Liga spelade han för Köksjetau-klubben FK Okzjetpes.
Utöver klubbspel har Tjongkajev spelat 21 matcher för Turkmenistans herrlandslag i fotboll och där gjort fem mål.